# Paul Reiser
Paul Reiser (New York, 1956. március 30. –) amerikai színész, forgatókönyvíró, zenész és humorista.
Leginkább a Megőrülök érted, a Red Oaks, a Stranger Things és A Kominsky-módszer című televíziós sorozatokból ismert. A Megőrülök érted főszereplőjeként Golden Globe-, Primetime Emmy- és Screen Actors Guild-jelöléseket szerzett.
Fontosabb szereplései voltak Az étkezde (1982), a Beverly Hills-i zsaru (1984), A bolygó neve: Halál (1986), a Beverly Hills-i zsaru 2. (1987) és a Whiplash (2014) című filmekben.

## Filmográfia

### Film
| Év   | Magyar cím                        | Eredeti cím                | Szerep                   | Magyar hang        |
| ---- | --------------------------------- | -------------------------- | ------------------------ | ------------------ |
| 1982 | Az étkezde                        | Diner                      | Modell                   | Czvetkó Sándor     |
| 1984 | Beverly Hills-i zsaru             | Beverly Hills Cop          | Jeffrey Friedman nyomozó | Józsa Imre         |
| 1984 | Beverly Hills-i zsaru             | Beverly Hills Cop          | Jeffrey Friedman nyomozó | Viczián Ottó       |
| 1986 |                                   | Odd Jobs                   | Max                      |                    |
| 1986 | A bolygó neve: Halál              | Aliens                     | Carter Burke             | Balázsi Gyula      |
| 1986 | A bolygó neve: Halál              | Aliens                     | Carter Burke             | Pusztaszeri Kornél |
| 1987 | Beverly Hills-i zsaru 2.          | Beverly Hills Cop II       | Jeffrey Friedman nyomozó | Józsa Imre         |
| 1987 | Beverly Hills-i zsaru 2.          | Beverly Hills Cop II       | Jeffrey Friedman nyomozó | Viczián Ottó       |
| 1987 | Törd össze a szívem!              | Cross My Heart             | Bruce Gaynor             |                    |
| 1990 | Lököttek                          | Crazy People               | Stephen Bachman          | Melis Gábor        |
| 1991 | Fogd a nőt és fuss!               | The Marrying Man           | Phil Golden              | Kerekes József     |
| 1991 | Fogd a nőt és fuss!               | The Marrying Man           | Phil Golden              | Csankó Zoltán      |
| 1993 | Tragikus szenvedély               | Family Prayers             | Dan Linder               |                    |
| 1994 |                                   | Mr. Write                  | Charlie Fisher           |                    |
| 1995 | Viszlát család, viszlát szerelem! | Bye Bye Love               | Donny                    | Rosta Sándor       |
| 1999 |                                   | Get Bruce (dokumentumfilm) | önmaga                   |                    |
| 1999 | Velem vagy nélküled               | The Story of Us            | Dave                     | Kerekes József     |
| 1999 |                                   | Pros & Cons                | férfi a börtönben        |                    |
| 2001 | Érzéki csalódás                   | One Night at McCool's      | Carl                     | Forgács Péter      |
| 2001 |                                   | Purpose                    | Ben Fisher               |                    |
| 2005 | Mint alma a fájától               | The Thing About My Folks   | Ben Kleinman             |                    |
| 2005 |                                   | The Aristocrats            | önmaga                   |                    |
| 2009 | Ki nevet a végén?                 | Funny People               | önmaga                   | Pálfai Péter       |
| 2014 | Whiplash                          | Whiplash                   | Jim Neiman               | Berzsenyi Zoltán   |
| 2014 | Zombibarátnő                      | Life After Beth            | Noah Orfman              | Kerekes József     |
| 2015 | Sérülés                           | Concussion                 | Dr. Elliot Pellman       |                    |
| 2016 | Zűrös hétvége                     | Joshy                      | Steve                    | Bognár Tamás       |
| 2016 |                                   | Miles                      | Lloyd Bryant             |                    |
| 2016 |                                   | War on Everyone            | Gerry Stanton hadnagy    |                    |
| 2016 | A szeretet könyve                 | The Book of Love           | Wendell                  | Rosta Sándor       |
| 2016 | Sötétség                          | The Darkness               | Simon Richards           | Háda János         |
| 2017 | Bővérű nővérek                    | The Little Hours           | Ilario                   | Perlaki István     |
| 2017 | Párosan szép az élet              | I Do... Until I Don't      | Harvey Burger            | Rosta Sándor       |
| 2018 | A kém, aki dobott engem           | The Spy Who Dumped Me      | Arnie Freeman            | Jantyik Csaba      |
| 2020 | A lovas lány                      | Horse Girl                 | Gary                     |                    |
| 2021 |                                   | Fatherhood                 | Paul                     |                    |
| 2023 |                                   | The Problem with People    | Barry                    |                    |
| 2024 |                                   | The Gutter                 | Angelo                   |                    |
| 2024 | Beverly Hills-i zsaru: Axel Foley | Beverly Hills Cop: Axel F  | Jeffrey Friedman         | Csankó Zoltán      |

### Televízió
| Év        | Magyar cím          | Eredeti cím                            | Szerep             | Megjegyzések                                             |
| --------- | ------------------- | -------------------------------------- | ------------------ | -------------------------------------------------------- |
| 1982      | Remington Steele    | Remington Steele                       | Ivan Turbell       | 1 epizód                                                 |
| 1987      |                     | Walt Disney's Wonderful World of Color | Dexter Bunche      | 1 epizód                                                 |
| 1987–1990 |                     | My Two Dads                            | Michael Taylor     | főszereplő (60 epizód)                                   |
| 1992–2019 | Megőrülök érted     | Mad About You                          | Paul Buchman       | - alkotó, író, vezető producer - főszereplő (164 epizód) |
| 1993      | A torony            | The Tower                              | Tony Minot         | - tévéfilm - magyar hangja: - Selmeczi Roland            |
| 1995      | 37. Grammy-gála     | 37th Annual Grammy Awards              | önmaga (házigazda) | különkiadás                                              |
| 1995      | Saturday Night Live | Saturday Night Live                    | önmaga (házigazda) | 1 epizód                                                 |
| 2001      |                     | My Beautiful Son (Strange Relations)   | Jerry Lipman       | tévéfilm                                                 |
| 2002      | Félig üres          | Curb Your Enthusiasm                   | Paul Reiser        | 1 epizód                                                 |
| 2002      | Nemek csatája       | Women vs. Men                          | Bruce              | tévéfilm                                                 |
| 2011      |                     | The Paul Reiser Show                   | önmaga             | - alkotó, író, vezető producer - főszereplő (7 epizód)   |
| 2013      | Túl a csillogáson   | Behind the Candelabra                  | Mr. Felder         | tévéfilm                                                 |
| 2014–2015 |                     | Married                                | Shep               | 10 epizód                                                |
| 2014–2016 |                     | TripTank                               | Gary (hangja)      | 10 epizód                                                |
| 2014–2017 |                     | Red Oaks                               | Doug Getty         | 23 epizód                                                |
| 2017–2022 | Stranger Things     | Stranger Things                        | Dr. Sam Owens      | 19 epizód                                                |
| 2018      | A Romanov-dinasztia | The Romanoffs                          | Bob Isaacson       | 1 epizód                                                 |
| 2019      | Fosse/Verdon        | Fosse/Verdon                           | Cy Feuer           | 2 epizód                                                 |
| 2019      | A Kominsky-módszer  | The Kominsky Method                    | Martin Schneider   | 12 epizód                                                |
| 2022      |                     | Reboot                                 | Gordon Gelman      | főszereplő                                               |
| 2022–2025 | A fiúk              | The Boys                               | The Legend         | 2 epizód                                                 |

## Fordítás
- Ez a szócikk részben vagy egészben  a   Paul Reiser című angol Wikipédia-szócikk fordításán alapul.  Az eredeti cikk szerkesztőit annak laptörténete sorolja fel. Ez a jelzés csupán a megfogalmazás eredetét és a szerzői jogokat jelzi, nem szolgál a cikkben szereplő információk forrásmegjelöléseként.